# Bataille de Mesembria

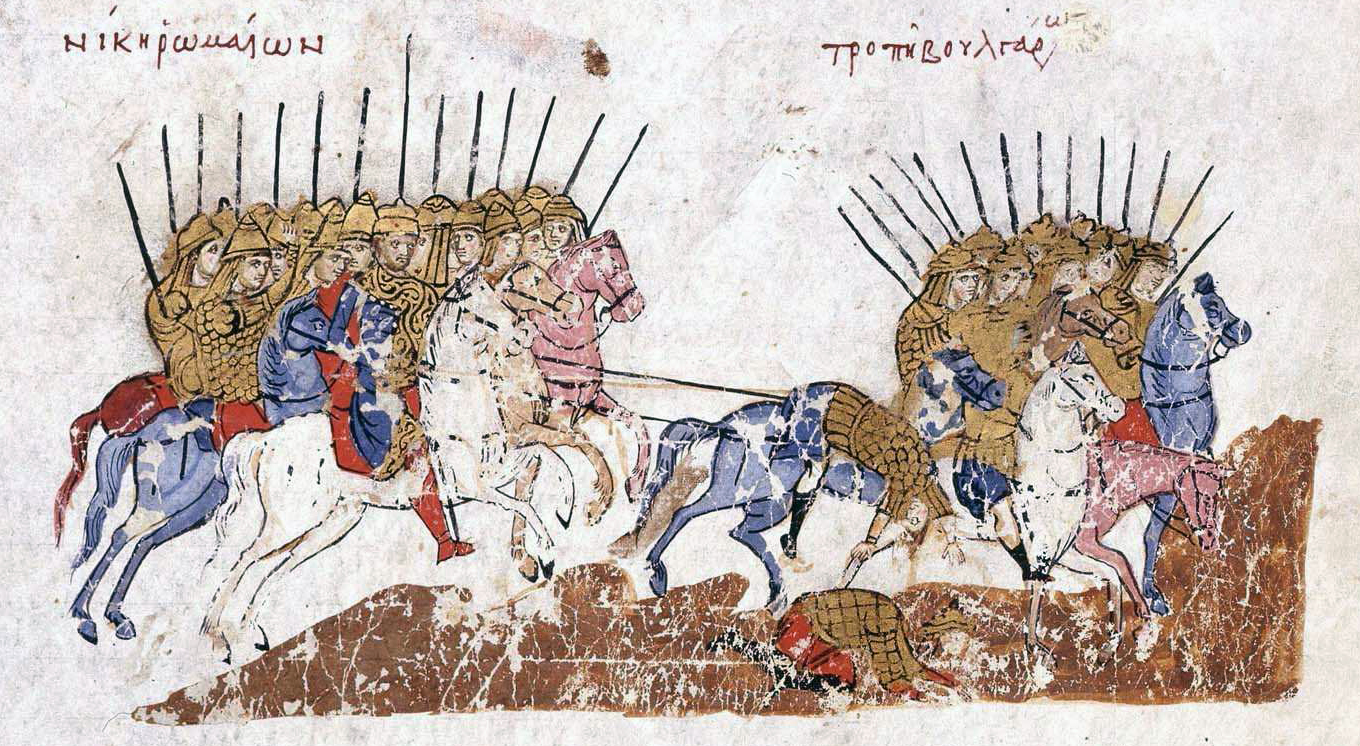
Cavaliers Byzantins

La bataille de Mesembria, parfois appelée bataille de la colline de Léon se déroule entre 813 et 816 et oppose les Byzantins dirigés par Léon V l'Arménien à l'Empire bulgare. Elle débouche sur un succès des Byzantins qui parviennent enfin à reprendre le dessus sur les Bulgares et obtiennent, peu de temps après, la signature d'un traité de paix qui dure trente ans.

## Contexte
Depuis la bataille d'Ongal, les Byzantins sont contraints de céder leur emprise sur la péninsule balkanique aux Bulgares, accompagnés des Slaves qui établissent des proto-Etats dans la région. Les Byzantins se contentent de conserver la zone littorale et perdent même pied en Grèce. À partir de 780, ils réussissent à reprendre du terrain, notamment dans le Péloponnèse. Nicéphore Ier entreprend de repeupler la Thrace et la Macédoine et, en 811, lève une armée pour soumettre les Bulgares dirigés par Krum. Cependant, cette campagne débouche sur la désastreuse bataille de Pliska.
Vaincus, les Byzantins abandonnent leurs positions avancées, notamment Debeltos ou Serdica. Michel Ier Rhangabé, successeur de Nicéphore, tente de s'interposer à son tour mais est vaincu à la bataille de Versinikia en 813. Fragilisé par cette défaite, il est renversé par le général Léon V l'Arménien. Ce dernier fait face à une situation très précaire. Vaincues et démoralisées, les armées byzantines ne peuvent s'opposer à Krum qui dévaste les provinces byzantines de Thrace et de Macédoine, assiège et prend Andrinople mais se heurte aux murailles de Constantinople et meurt subitement en 814.
Ce décès met un terme à l'élan des Bulgares. La succession est difficile. Deux khans se succèdent avant qu'Omourtag ne s'impose. Léon en profite pour reprendre l'initiative. Après avoir consolidé les remparts de la capitale, il part enfin en campagne.

## Conséquences
La victoire des Byzantins est cruciale. Elle consacre leur capacité de résistance à l'offensive des Bulgares qui ne sont plus en mesure de menacer Constantinople. Omourtag décide de négocier la paix avec l'empereur byzantin. En 815-816, une ambassade bulgare se rend à Constantinople pour convenir d'un traité. Celui-ci fixe la frontière au niveau de la chaîne du Grand Balkan. Si les Bulgares doivent céder des territoires conquis comme Andrinople, ils ont néanmoins repoussé les Byzantins de leurs positions les plus avancées, acquises sous Irène l'Athénienne et Nicéphore Ier. Un échange de prisonniers intervient tandis que l'accord est définitivement confirmé par une cérémonie lors de laquelle chacun des dirigeants aurait juré en se pliant au rituel conforme aux croyances de l'autre. Léon aurait donc sacrifié à des rites païens, ce qui choque une partie de l'élite byzantine. Quoi qu'il en soit, ce traité ouvre la voie à une longue période de paix.